# Флаг саамов
Национальный флаг саамов (Флаг саамского народа) — национальный флаг саамов, народа, проживающего в Лапландии (на севере Норвегии, Финляндии и Швеции, а также в Мурманской области России). Утверждён в 1986 году.

## Исторические сведения
С 13 по 15 августа 1986 года в шведском Оре проходила XIII Международная саамская конференция. Перед конференцией был объявлен конкурс, на котором лучшим из предложенных вариантов был признан флаг, автором которого была художница из Норвегии Астрид Боль (Astrid Båhl). 14 августа 1986 года флаг саамов впервые был поднят, а на следующий день, 15 августа, он был утверждён.

## Описание флага
Стандартный размер флага — 2020 на 1500 мм. Флаг состоит из вертикальных линий разной ширины синего, жёлтого, зелёного и красного цвета и объединяющего их красно-синего круга.
Цвета флага по цветовой модели Пантон: красный 485C, зелёный 356C, жёлтый 116C, синий 286C.

## Объяснение символики флага
Четыре цвета флага — цвета гакти, традиционного саамского костюма. Круг отражает форму саамского бубна и символизирует солнце и луну, первопредков саамов согласно поэме южносаамского поэта и священника Андерса Фьелльнера (1795—1876) Paiven parneh («Дети солнца», в другом переводе — «Сыновья солнца»): синяя часть круга — луна, красная — солнце.
Четыре цвета флага, равно как и объединяющий их круг, символизируют также общность саамов Норвегии, Финляндии, Швеции и России.

## Использование флага
Официальные торжественные дни, в которые следует вывешивать саамский флаг, были определены на XV Саамской конференции (Хельсинки, 15—17 июня 1992):
- 6 февраля — Национальный день саамов (в России и некоторых других странах день отмечается как Международный день саамов). В этот день в 1917 году в норвежском Тронхейме прошло первое в истории собрание саамов.
- День Марии (традиционный саамский праздник).
- День Ивана Купалы (традиционный праздник многих народов, в том числе саамов).
- 15 августа — День принятия саамского флага.
- 18 августа — День учреждения Союза Саамов. Эта организация была учреждена на II Саамской конференции (Карасйок, 18 августа 1956).
- 9 октября — День Саамского парламента Норвегии. Саамский парламент Норвегии был открыт в этот день в 1989 году.
- 9 ноября — День Саамского парламента Финляндии. Постановление о Саамском парламенте Финляндии было принято в этот день в 1973 году.
- 29 ноября — День саамского флага (день рождения Эльзы Лаулы Ренберг)[3].

Кроме того, национальный флаг саамов допустимо вывешивать и на неофициальных торжественных саамских мероприятиях.